# Hr.Ms. Zuiderkruis (1975)
Hr.Ms. Zuiderkruis (A 832) was een bevoorradingsschip van de Koninklijke Marine. Het schip, genoemd naar het sterrenbeeld Zuiderkruis, is van 1975 tot 2012 in dienst geweest.

## Bevoorrading
Bevoorradingsschepen kunnen op volle zee de nodige goederen overslaan, waaronder brandstof, voedsel en munitie. Ze beschikken over een helikopterdek en een hangar voor meerdere helikopters. Het laadvermogen van de Zuiderkruis was 11.000 ton dieselolie, 100 ton helikopterbrandstof en 200 ton drinkwater.

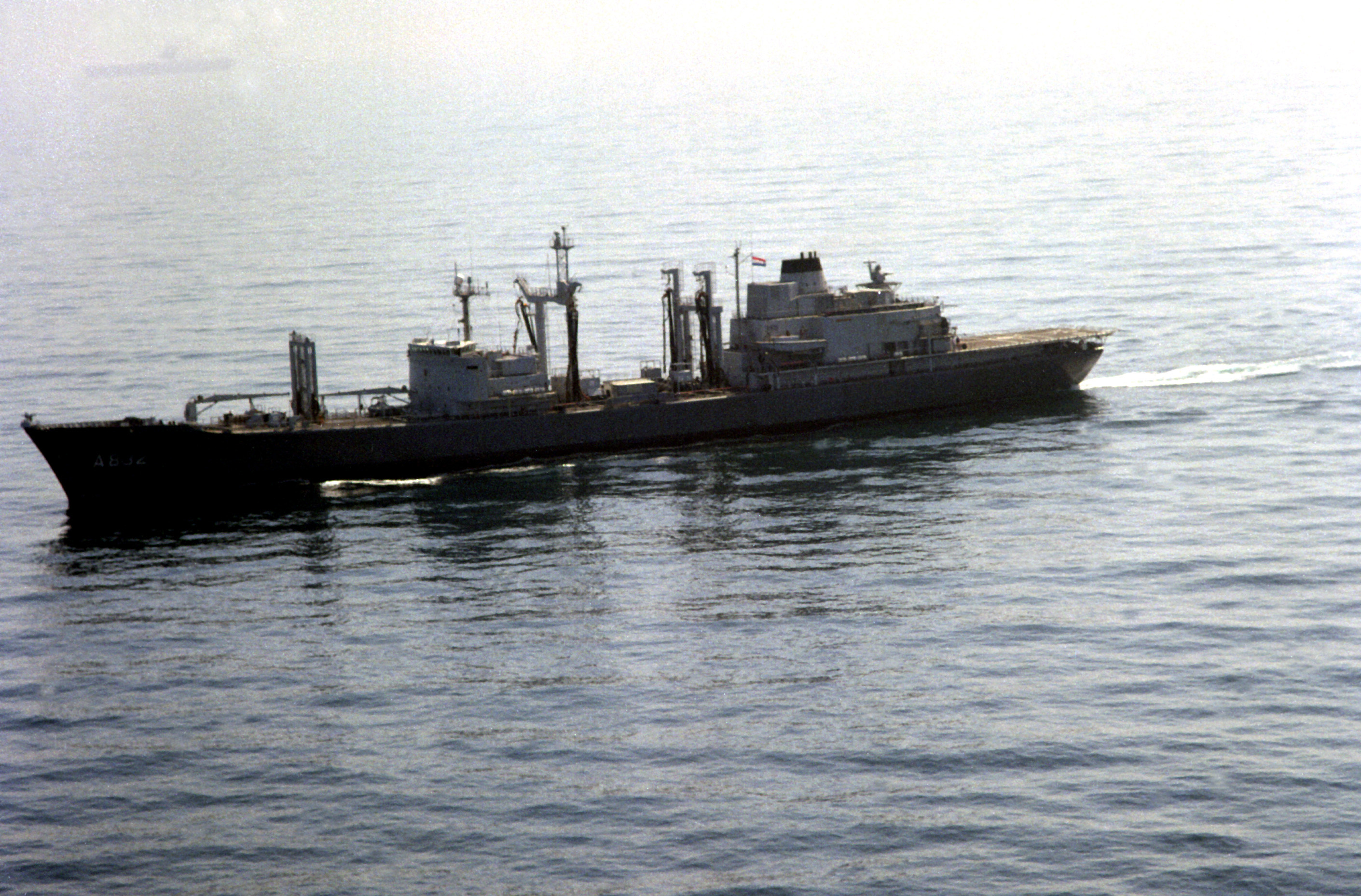
Hr. Ms. Zuiderkruis tijdens de Golfoorlog van 1990-1991

## Ontwerp
Het ontwerp van de Zuiderkruis was gebaseerd op dat van de Poolster die al in 1964 in dienst werd gesteld bij de Nederlandse marine. Op een aantal punten is het ontwerp gewijzigd, de belangrijkste aanpassing betreft de voortstuwing. Bij de Poolster werden nog stoomturbines (oliestook) gebruikt, bij de Zuiderkruis verzorgen dieselmotoren de aandrijving.
Afhankelijk van grootte en gewicht (dekdruk) kon de Zuiderkruis tot drie helikopters meevoeren.

## Bewapening

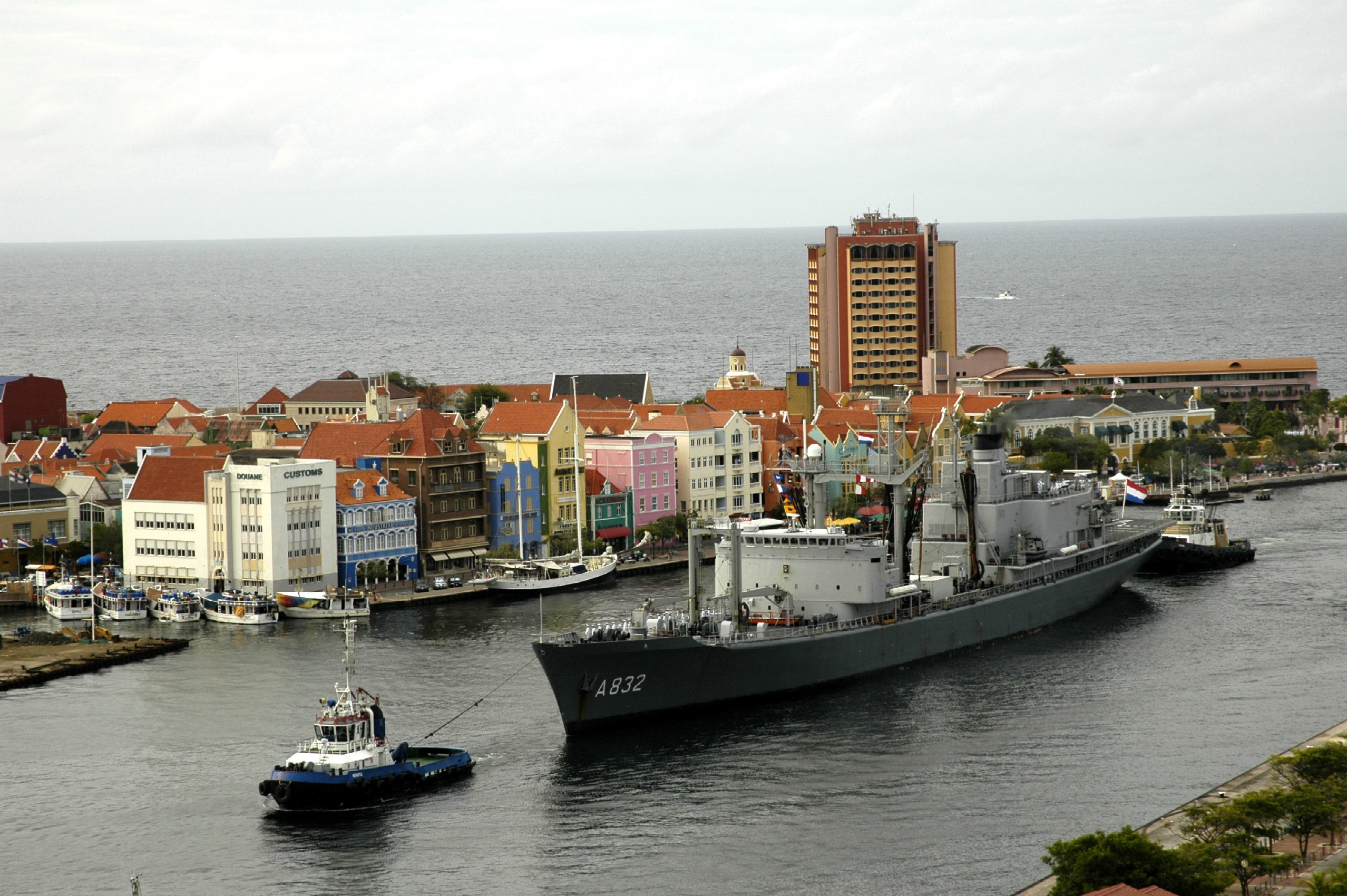
Zuiderkruis vaart Curaçao binnen (2007)

Bevoorradingsschepen zijn, althans bij de Nederlandse marine, oorlogsschepen, maar ze zijn niet uitgerust voor het voeren van het gevecht. De bewapening bestaat voornamelijk uit beperkte middelen voor zelfbescherming, waaronder misleidingsmiddelen.
Op papier was het schip vanaf de indienststelling uitgerust met 2 mitrailleurs met 20 mm munitie, maar in de praktijk ontbraken deze meestal. Kort voordat het schip werd ingezet in de Golfoorlog werd een Goalkeeper-systeem aan boord van het schip geplaatst. Omdat het schip daarna vaker werd ingezet bij missies waarbij geweld gebruikt kon worden, werden machinegeweren met een kaliber van 12,7 mm geplaatst. De helikopters, gewoonlijk aan boord voor transporten (verticale bevoorrading), werden ook gebruikt voor verkenningen en onderzeebootbestrijding.

## Vervanging
Op 10 februari 2012 werd het schip, in het kader van bezuinigingen, officieel uit de vaart genomen. De scheepsbel werd geschonken aan astronaut André Kuipers, omdat hij zich volgens berekeningen van de Koninklijke Marine het dichtst bij het sterrenbeeld Zuiderkruis bevond. Na pogingen het schip te verkopen, is het schip in 2014 naar Turkije gesleept om te worden gesloopt.